# Phelene turgida
Phelene turgida är en insektsart som först beskrevs av Bolívar, I. 1887.  Phelene turgida ingår i släktet Phelene och familjen torngräshoppor. Inga underarter finns listade i Catalogue of Life.